# Wilfred Ndidi
Onyinye Wilfred Ndidi (Lagos, 16 de diciembre de 1996) es un futbolista nigeriano que juega como centrocampista en el Beşiktaş J. K. de la Superliga de Turquía.

## Trayectoria
Debido a sus destacadas actuaciones en el conjunto de Leicester, uno de los equipos revelación del campeonato inglés, suscitó un interés en diversos clubes europeos, entre ellos el Real Madrid Club de Fútbol.
El 8 de agosto de 2025 puso fin a ocho años en el Leicester City F. C. en los que jugó 303 partidos, marcó 18 goles y ganó la FA Cup y la Community Shield en 2021. Se marchó traspasado al Beşiktaş J. K., con el que firmó por tres temporadas más una opcional, a cambio de ocho millones de euros.

## Selección nacional
Ndidi fue convocado para representar a su país en el Campeonato Africano Sub-17 de 2013, sin embargo antes del torneo fue sometido a una tomografía por resonancia magnética por orden de la CAF con el propósito de comprobar si el jugador tenía la edad que afirmaba tener. Las dudas creadas tras la prueba forzaron al combinado nigeriano a prescindir del jugador para el torneo. Al año siguiente Ndidi se sumaría a la selección de fútbol sub-20 de Nigeria, siendo parte del equipo que ganó el Campeonato Juvenil Africano de 2015 sin ser objetado esta vez por su edad.
Internacional con Nigeria, debutó el 8 de octubre de 2015 frente a Congo Democrático, disputando los últimos minutos del encuentro que finalizó con derrota por 0-2. En la temporada 2016-17, tras su traspaso al fútbol inglés, se consolidó como titular en el combinado nacional. De corte defensivo, pronto se convirtió en uno de los pilares del equipo y fue uno de los integrantes de la expedición nigeriana en la Copa Mundial de Rusia 2018. En la cita mundialista disputó los tres partidos de su selección, hasta ser eliminados, incluida la victoria por 2-0 ante Islandia que les permitió depender de sí mismos para clasificarse a los octavos de final. En el citado tercer y decisivo encuentro frente a Argentina, perdieron por 1-2 y fueron finalmente eliminados.
Un año después participó en la Copa Africana de Naciones de Egipto 2019, finalizando en el tercer puesto tras vencer a Túnez por 1-0. Fue Argelia, a la postre campeón de aquella edición, el que privó a los nigerianos de disputar su octava final continental.
Ante una nueva cita mundialista, a celebrarse en Catar en 2022, Nigeria quedó encuadrada en el Grupo "C" de clasificación junto a Cabo Verde, Liberia y Centroáfrica.

## Estadísticas

### Clubes
Actualizado al último partido jugado el 18 de mayo de 2025.
| Club                            | Temporada     | Div.          | Liga  | Liga  | Liga   | Copas | Copas | Copas  | Internacional | Internacional | Internacional | Total | Total | Total  | Media goleadora |
| Club                            | Temporada     | Div.          | Part. | Goles | Asist. | Part. | Goles | Asist. | Part.         | Goles         | Asist.        | Part. | Goles | Asist. | Media goleadora |
| ------------------------------- | ------------- | ------------- | ----- | ----- | ------ | ----- | ----- | ------ | ------------- | ------------- | ------------- | ----- | ----- | ------ | --------------- |
| K. R. C. Genk · Bélgica         | 2014-15       | 1.ª           | 6     | 0     | 0      | —     | —     | —      | —             | —             | —             | 6     | 0     | 0      | 0               |
| K. R. C. Genk · Bélgica         | 2015-16       | 1.ª           | 38    | 4     | 2      | 5     | 0     | 1      | —             | —             | —             | 43    | 4     | 3      | 0.09            |
| K. R. C. Genk · Bélgica         | 2016-17       | 1.ª           | 19    | 0     | 0      | 3     | 1     | 0      | 12            | 2             | 0             | 34    | 3     | 0      | 0.09            |
| K. R. C. Genk · Bélgica         | Total club    | Total club    | 63    | 4     | 2      | 8     | 1     | 1      | 12            | 2             | 0             | 83    | 7     | 3      | 0.08            |
| Leicester City F. C. Inglaterra | 2016-17       | 1.ª           | 17    | 2     | 1      | 2     | 1     | 0      | 4             | 0             | 0             | 23    | 3     | 1      | 0.13            |
| Leicester City F. C. Inglaterra | 2017-18       | 1.ª           | 33    | 0     | 3      | 5     | 1     | 0      | —             | —             | —             | 38    | 1     | 3      | 0.03            |
| Leicester City F. C. Inglaterra | 2018-19       | 1.ª           | 38    | 2     | 0      | 2     | 0     | 1      | —             | —             | —             | 40    | 2     | 1      | 0.05            |
| Leicester City F. C. Inglaterra | 2019-20       | 1.ª           | 32    | 2     | 1      | 7     | 0     | 0      | —             | —             | —             | 39    | 2     | 1      | 0.05            |
| Leicester City F. C. Inglaterra | 2020-21       | 1.ª           | 26    | 1     | 4      | 6     | 0     | 0      | 4             | 0             | 0             | 36    | 1     | 4      | 0.03            |
| Leicester City F. C. Inglaterra | 2021-22       | 1.ª           | 20    | 0     | 0      | 3     | 0     | 0      | 8             | 2             | 1             | 31    | 2     | 1      | 0.06            |
| Leicester City F. C. Inglaterra | 2022-23       | 1.ª           | 27    | 0     | 0      | 3     | 0     | 0      | —             | —             | —             | 30    | 0     | 0      | 0               |
| Leicester City F. C. Inglaterra | 2023-24       | 2.ª           | 32    | 4     | 5      | 4     | 2     | 1      | —             | —             | —             | 36    | 6     | 6      | 0.17            |
| Leicester City F. C. Inglaterra | 2024-25       | 1.ª           | 28    | 0     | 5      | 2     | 1     | 0      | —             | —             | —             | 30    | 1     | 5      | 0.03            |
| Leicester City F. C. Inglaterra | Total club    | Total club    | 253   | 11    | 19     | 34    | 5     | 2      | 16            | 2             | 1             | 303   | 18    | 22     | 0.06            |
| Beşiktaş J. K. Turquía          | 2025-26       | 1.ª           | 0     | 0     | 0      | 0     | 0     | 0      | 0             | 0             | 0             | 0     | 0     | 0      | 0               |
| Beşiktaş J. K. Turquía          | Total club    | Total club    | 0     | 0     | 0      | 0     | 0     | 0      | 0             | 0             | 0             | 0     | 0     | 0      | 0               |
| Total carrera                   | Total carrera | Total carrera | 316   | 15    | 21     | 42    | 6     | 3      | 28            | 4             | 1             | 386   | 25    | 25     | 0.06            |
| 1. 2. 3.                        |               |               |       |       |        |       |       |        |               |               |               |       |       |        |                 |

### Selecciones

#### Participaciones en fases finales
| Competición                    | Categoría | Sede    | Resultado        | Partidos | Goles |
| ------------------------------ | --------- | ------- | ---------------- | -------- | ----- |
| Copa Mundial FIFA 2018         | Absoluta  | Rusia   | Primera fase     | 3        | 0     |
| Copa Africana de Naciones 2019 | Absoluta  | Egipto  | Tercer puesto    | 7        | 0     |
| Copa Africana de Naciones 2021 | Absoluta  | Camerún | Octavos de final | 4        | 0     |

## Palmarés

### Títulos nacionales
| Título           | Club                 | País       | Año  |
| ---------------- | -------------------- | ---------- | ---- |
| FA Cup           | Leicester City F. C. | Inglaterra | 2021 |
| Community Shield | Leicester City F. C. | Inglaterra | 2021 |
| EFL Championship | Leicester City F. C. | Inglaterra | 2024 |